# 東倫敦大學
東倫敦大學（英語：University of East London，简称UEL）是一所位於英格蘭東倫敦紐漢區的大學，有两個校區，分别在倫敦碼頭區和史特拉福。

## 排名與榮譽
2008年科研評估認為該大學78%的研究都達到了“國際認可”的程度。
根據2011年全國學生普查，東倫敦大學的總體學生滿意度在76%到81%之間，這是東倫敦大學到2001年為止最好的成績。同時期教師培訓滿意度達到了97%。